# 信行
信行（しんぎょう、540年-594年）は、中国・南北朝時代から隋にかけての僧侶。三階教の教祖。魏州衛国県（現在の河南省濮陽市清豊県）の人。俗姓は王氏。
4歳の頃、牛車が泥にはまり、牛が牽くのに苦しんでいるのを見て泣き止まなかったという。若くして出家し、相州（鄴）の法蔵寺・光厳寺で修行した。しかし、後に具足戒を捨て、布一枚を纏い、日に一食のみで過ごし、労役に従事して、貧しい者や苦しんでいる者を救った。ただし、577年（信行38歳の時）に信行が暮らす北斉が北周に征服され、征服者武帝が大規模な廃仏政策を行っている（三武一宗の法難）。このため、強制的に還俗させられて、山野に身を潜めざるを得なかったのではないか、とする推測もある。北周が隋に簒奪されると、廃仏政策が終焉を迎えて、再び僧侶として活動できるようになった。587年に相州の知事に充てた書簡では、僧俗4名と志を同じくして求道生活を送っていることを述べている。589年に隋の高官である高熲に招かれて首都・長安に入り、真寂寺を拠点とした。長安で僧俗集団を結成してそれが三階教へと発展するが、本人は乞食行に励むなど質素な修行生活を続けた。開皇14年（594年）正月4日に真寂寺で死去し、終南山に葬られた。
著書に『対根起行雑法』・『三階仏法』などがあり、弟子は300名以上に上ったが、没後に三階教が弾圧を受けた影響などで著作は散逸し、敦煌石窟や日本伝来の古写本によって再発見された物もある。